# توم جرين
توم جرين (بالإنجليزية: Tom Green)‏ (و. 1971  م) هو مقدم تلفزيوني، ومدون، ومقدم برامج إذاعية، وكاتب سيناريو، وممثل أفلام كندي، ولد في بيمبروك، أونتاريو.

## التعليم
تعلم في Algonquin College ‏.

## وصلات خارجية
- توم جرين على موقع IMDb (الإنجليزية)
- توم جرين على موقع ألو سيني (الفرنسية)
- توم جرين على موقع ميوزك برينز (الإنجليزية)
- توم جرين على موقع أول موفي (الإنجليزية)
- توم جرين على موقع قاعدة بيانات الأفلام السويدية (السويدية)
- توم جرين على موقع إن إن دي بي (الإنجليزية)
- توم جرين على موقع ديسكوغز (الإنجليزية)
- توم جرين على موقع قاعدة بيانات الفيلم (الإنجليزية)
- توم جرين على موقع كينوبويسك (الروسية)